# Armenzano
Armenzano (lat. armentum) ist eine Fraktion (italienisch frazione) von Assisi in der Provinz Perugia, in Umbrien, Mittelitalien.

## Geografie
Das Dorf liegt 8 km östlich von Assisi angeschmiegt an den Monte Subasio in einer Höhe von 759 m über dem Meeresspiegel. Es hat heute etwa 30 Einwohner. 2001 waren es 40 Einwohner. und 1950 noch 550 Einwohner. Nächstgelegener Ort ist San Giovanni, ein Ortsteil von Spello. Die Provinz- und Regionalhauptstadt Perugia liegt etwa 25 km westlich.
Im Ort gibt es ein zentrales Schloss auf einer Anhöhe, um das sich die Häuser des Dorfes in zwei konzentrischen Kreisen gruppieren.

## Geschichte
Im Mittelalter gehörte das Schloss dem Grafen Napoleone di Umbertino dei Monaldi, einem Freund des heiligen Franziskus, den er öfter willkommen hieß. Zur selben Zeit war Armenzano ein Gemeindeteil von Spello und dem Grafen von Spoleto unterstellt. Später wurde das Dorf an Assisi verkauft und ist seit 1860 fester Stadtteil. Die Kirchen des Ortes gehören noch heute zur Diözese von Spello und somit zum Bistum Foligno.

## Sehenswürdigkeiten

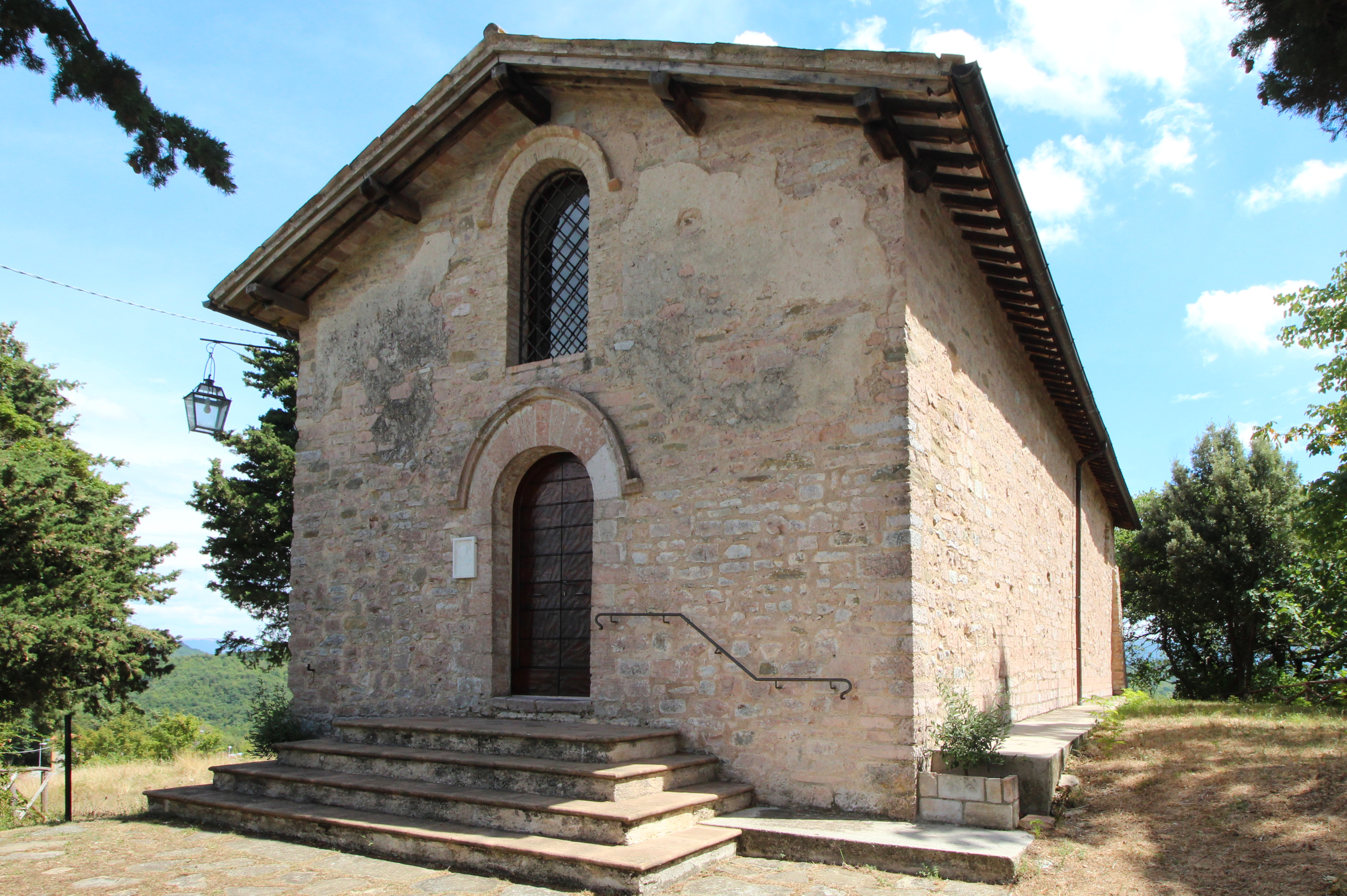
Die Kirche Santa Maria della Natività

- Santa Maria della Natività, Kirche außerhalb des Ortskerns, die im 12. oder 13. Jahrhundert entstand.[5]
- Madonna del Buon Consiglio, Kirche aus dem 13. Jahrhundert in der Località Nottiano, etwa 500 m südöstlich des Ortes.[6]